# Bo kyrka
Denna artikel handlar om Bo kyrka i Närke. Se även Boo kyrka i Uppland.

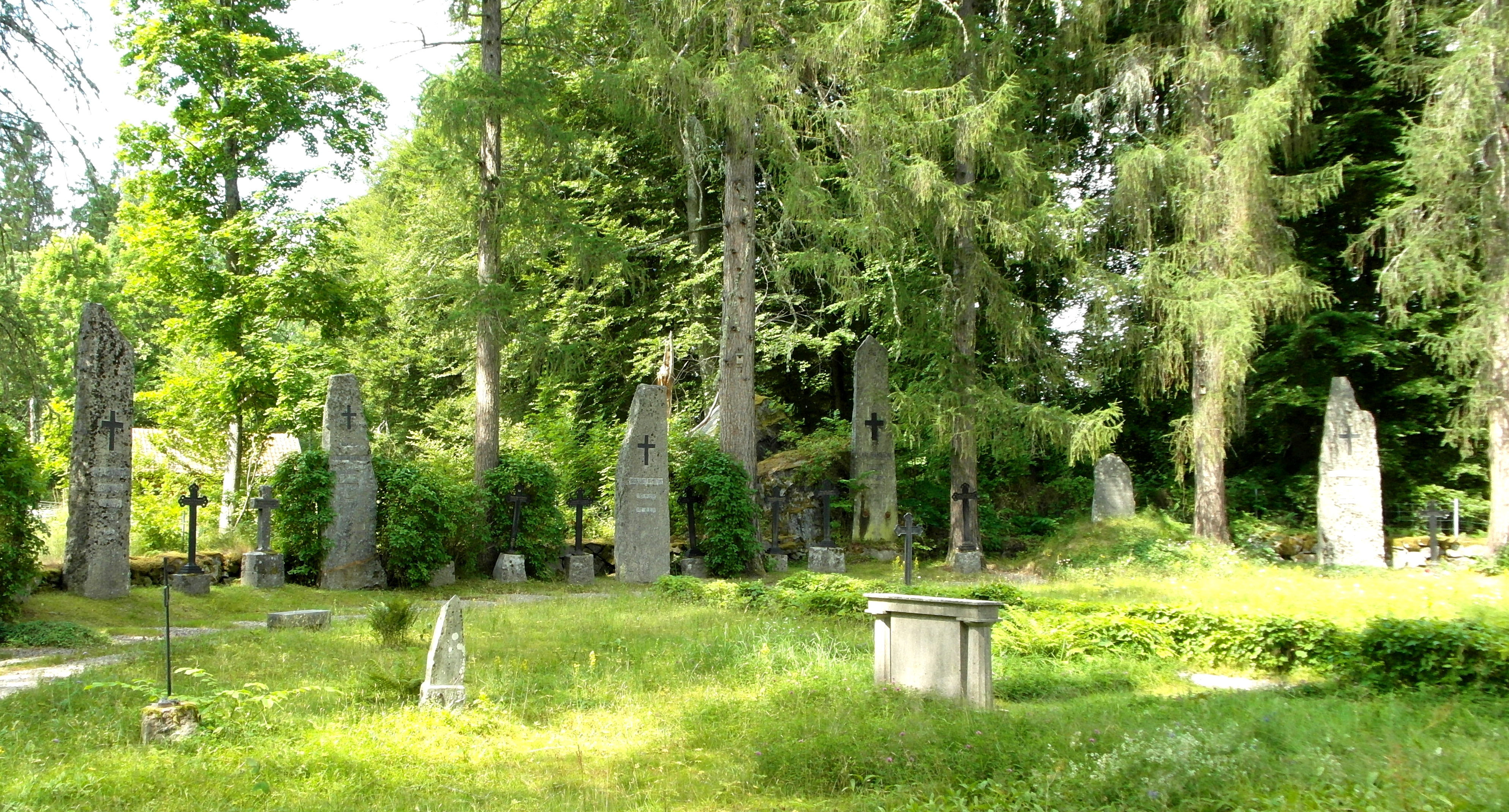
Kyrkogården vid Bo kyrka. Många av gravstenarna tillhör personer i släkten Hamilton

Bo kyrka tillhör Sköllersta församling, Strängnäs stift och Hallsbergs kommun, Sverige.
Kyrkan uppfördes 1733 av ägaren till Boo fideikommiss fältmarskalken Hugo Johan Hamilton "av omsorg om allmogen i de södra och sydöstra delarna av Svennevads socken, vilka hade lång väg till sockenkyrkan". Därmed blev Bo en kapellförsamling under Svennevad och först 1883 eget pastorat.
Den korsformiga träkyrkan är närmast helt orörd från byggnadstiden. Ursprungligen var den rödmålad, men är sedan början av 1800-talet målad gråvit. I interiören har endast två förändringar skett sedan byggnadstiden.
Det rör sig om dels ett orgelverk 1764 dels byggandet av en läktare i norra korsarmen under 1700-talets senare del.
Av inventarierna märks ett antal äldre ljuskronor samt dopfunten av sandsten. Den är ursprungligen från medeltiden och användes under många år som prydnad i Boo slottspark. Dess ursprung är okänt.
I klockstapeln, även den byggd 1733, hänger två klockor. Storklockan, gjuten i Örebro 1747 av Petrus Petraeus, och lillklockan, gjuten i Stockholm 1733 av Eric Näsman.

## Orgel
- 1764 sattes en orgel upp från S:t Pers kyrka, Vadstena. Orgeln hade 12 stämmor, en manual och pedal. Den var byggd 1698 av Magnus Åhrman. Orgeln köptes in 1760 från Vadstena av landshövdingen Johan Abraham Hamilton som sedermera skänkte den till kyrkan. Organisten och amatörorgelbyggaren Gustaf Lagergren, Kimstad satte upp verket, renoverade det och försåg det med ny rikt skulpterad fasad.[1]
- Den nuvarande orgeln är byggd 1929 av E A Setterquist & Son, Örebro och är en pneumatisk orgel. Fasaden är från 1764 års orgel i kyrkan.

| Huvudverk I  | Svällverk II      | Pedal      | Koppel    |
| Borduna 16´  | Rörflöjt 8´       | Subbas 16´ | I/P       |
| Principal 8´ | Salicional 8´     |            | II/P      |
| Gedackt 8´   | Voix celeste 8´   |            | II/I      |
| Gamba 8´     | Ekoflöjt 4'       |            | I 4'/I    |
| Octava 4'    | Crescendosvällare |            | II 16'/I  |
| Corno 8'     |                   |            | II 16'/II |